# I’ve Seen All Good People
I’ve Seen All Good People ist ein Lied der britischen Progressive-Rock-Band Yes, das 1971 auf deren dritten Studioalbum The Yes Album veröffentlicht wurde.

## Inhalt
Das fast 7-minütige Lied I’ve Seen All Good People besteht aus zwei Teilen: der erste Teil (Your Move) stammt aus der Feder von Sänger Jon Anderson und erschien auch als eigenständige Single, der zweite Teil (All Good People) wurde von Bassist Chris Squire geschrieben.
Der Text des Liedes spielt auf das Schachspiel als Metapher für die Beziehung zwischen Mann und Frau an. Beispiele hierfür sind die Zeilen „move me onto any black square“, „make the white queen run so fast“ und „the goal is for us all to capture only one“.
Bezüge auf Lieder von John Lennon finden sich in der Textzeile „send an instant karma to me“ (Anspielung auf Lennons Lied Instant Karma!), sowie in den Schlussmomenten von Your Move, wo der Refrain von Lennons Lied Give Peace a Chance im Hintergrundgesang unter der Hauptmelodie gesungen wird. Zudem hat Jon Anderson erklärt, dass die Zeile „‘cause it’s time, it’s time in time with your time“ ein Versuch war, auszudrücken, dass er „alles tun würde, was von mir verlangt wird, um Gott zu erreichen“ und dass er möchte, dass sich der Zuhörer „im Einklang und im Takt mit Gott“ fühlt.

## Musikalisches
In der Studioaufnahme von The Yes Album beginnt das Lied damit, dass Jon Anderson, Chris Squire und Steve Howe den Satz „I’ve seen all good people turn their heads each day so satisfied I’m on my way“ zweimal a cappella im dreistimmigen Satz singen. Darauf folgt ein Solo-Intro von Steve Howe auf einer Laúd, die im Anschluss zusammen mit einer einzelnen Trommel Andersons Gesang in den Strophen von Your Move begleitet. In der dritten Strophe setzen zwei Blockflöten ein. Schließlich kommt eine Hammondorgel hinzu, die dieselben Akkorde spielt wie die Laúd, bis der erste Teil des Lieds mit einem laut angeschlagenen und unaufgelösten Orgelakkord endet.
Der zweite Teil (All Good People) besteht aus vielen Wiederholungen des Satzes „I’ve seen all good people turn their heads each day so satisfied I’m on my way“, gesungen zur gleichen Melodie wie im Intro, jedoch unterstützt von einer treibenden instrumentalen Begleitung im Country-Rock-Arrangement, und endet in einer kraftvollen Vokalharmonie und Orgelphrase, die mit einer Akkordfolge von E, D, C, G und schließlich A beginnt. Jede Wiederholung der Strophe ist einen ganzen Ton tiefer als die vorherige, während das Lied ausklingt. Anderson erklärte später, er wollte, dass sich das Lied leise entwickelt, sich dann aber zu einem großen, grandiosen, kirchenorgelartigen Klang öffnet.

## Verwendung in anderen Medien
Das Lied wird in den Eröffnungsszenen der Episode Ein harter Tag der fünften Staffel von Fargo verwendet. Das Lied erscheint zudem auf dem Soundtrack des Films Almost Famous – Fast berühmt und im Trailer zum Film Here und kommt auch im Film Mr. Deeds vor.

## Chartplatzierungen
Your Move, der erste Teil von I’ve Seen All Good People, erschien im Juli 1971 in den USA als eigenständige Single und erreichte Rang 40 in den dortigen Billboard Hot 100, was der Band zu einer größeren Popularität in Nordamerika verhalf.
| \| ChartsChartplatzierungen \| Höchstplatzierung \| Wochen \| \| --------------------------------- \| ----------------- \| ------ \| \| Vereinigte Staaten (Billboard)[7] \| 40 (14 Wo.) \| 14 \| |                   |        |
| ChartsChartplatzierungen | Höchstplatzierung | Wochen |
| Vereinigte Staaten (Billboard) | 40 (14 Wo.)       | 14     |